# 法妙寺 (八王子市)
法妙寺（ほうみょうじ）は、東京都八王子市にある日蓮宗の寺院。

## 歴史
1949年（昭和24年）、本妙院日孝の開基である。本妙院日孝は俗名「神蔵しげ」といい、神蔵家では、代々家宝として日進上人が開眼したという祖師（日蓮）像を所蔵していた。神蔵しげは「この像は在家に置いておくべきでない」として、自ら出家して尼となり、寺を創建した。これが当寺の起源である。
元々は世田谷区粕谷に位置しており、「法妙山神蔵寺」を称していた。1973年（昭和48年）に現在地に移転し、霊園「城山霊園」を開園した。その際に、山号と寺号を入れ替え「神蔵山法妙寺」を称した。なお当寺の隣に称讃寺という寺があるが、そちらは浄土宗の寺院である。

## 交通アクセス
- 西東京バスタウン入口停留所より徒歩5分。